# DAKS
DAKS er et britisk luksus modehus, der blev grundlagt i 1894 af Simeon Simpson.
DAKS er kongelig hofleveradør til det britiske kongehus og er et af 15 firmaer af 820, der har fået royal warrant fra tre medlemmer af kongefamilien. Den første blev tildelt DAKS’ Simpson Piccadilly-butik i 1956 af hertugen af Edinburgh, af dronning Elizabeth i 1962 og prinsen af Wales i 1982.
DAKS eksporterer til 30 lande verden over og bliver forhandlet i over 2.000 specialforretninger. Navnet er en kombination af Alexander Simpson og det første og sidste bogstav i hans forretningsforbindels Dudley Beck.

## Historie
I 1894 lejede Simeon Simpson i en alder af 16 år et værelse på Middlesex Street i East London for at stifte en virksomhed med skræddersyet tøj med højt håndværksmæssigt niveau. Adskillige opfindelser inden for teknologi blev introduceret bl.a. maskiner, der kunne sy knaphuller og elektriske save eller knive, der kunne skære mange lagt stof på samme tid. Simpson så potentialet i det nye udstyr til fremstilling af beklædningsvarer, mens han stadig oprethold en høj kvalitet, og han forsøgte af forbedre ready-to-wearstandarden, da hverken mænd eller kvinder betragtede den som ordentlig på dette tidspunkt. Simpsons metoder viste sig at virke, da de øgede kvantiteten af varerne, der kunne produceres, og han fik oprettet flere fabrikker i London, der snart efter havde brug for udvidelser i de første år.
Alexander Simpson, hans anden søn, startede i firmaet i 1917, da han var 15 år, og i 1929 havde han planlagt og åbnet en større fabrik i Stoke Newington, hvor produktionen kunne centraliseres. Den blev udvidet få år senere.